# تام ماردیروسیان
تام ماردیروسیان (انگلیسی: Tom Mardirosian؛ زادهٔ ۱۴ دسامبر ۱۹۴۷) بازیگر آمریکایی است. او بیشتر برای ایفای نقش آگاممنون بوسمالیس در سریال اچ‌بی‌او به نام اوز و نقش مأمور کریستوس کوتریس در سریال اچ‌بی‌او به نام وایر شناخته می‌شود.
ماردیروسیان در شهر بوفالو، نیویورک متولد و بزرگ شد. او فرزند والدینی ارمنی‌تبار به نام‌های آفرو (نام خانوادگی پیش از ازدواج: کاراهوس) و متیو ماردیروسیان است. او در دوران خدمت سربازی خود عضو یک واحد نیروهای ویژه بود و در آنجا علاقه‌اش به بازیگری شکل گرفت. پس از پایان خدمت سربازی، در چندین نمایش در بوفالو به روی صحنه رفت و آموزش بازیگری را در مدرسه تئاتر استودیو آرنا فرا گرفت. او همچنین در تئاتر برادوی، در تئاتر کورت، در نمایش نمایش جادویی نقش گولدفارب را ایفا کرد.
ماردیروسیان فعالیت گسترده‌ای در اتحادیه عمومی خیریه ارمنیان در شهر نیویورک دارد. برادر او، الیور کلارک، نیز بازیگر و نویسنده است.

## فیلم‌شناسی
| سال  | عنوان           | نقش                 | یادداشت‌ها       |
| ---- | --------------- | ------------------- | --------------- |
| ۱۹۸۳ | جابه‌جایی        | افسر پانتوزی        |                 |
| ۱۹۸۴ | شهر الفبا       | بنی                 | صاحب کلوب شبانه |
| ۱۹۸۶ | بخور و بگریز    | اسکارپتی            |                 |
| ۱۹۸۸ | تکان دادن       | راننده تاکسی دیوانه |                 |
| ۱۹۸۷ | قتل‌های تسبیح    | کارآگاه فالون       |                 |
| ۱۹۹۰ | بی‌گناه فرضی     | نیکو دلا گواردیا    |                 |
| ۱۹۹۲ | قاتل خاموش      | معاون شهردار کاپرو  | فیلم تلویزیونی  |
| ۱۹۹۲ | بومرنگ          | فروشنده             |                 |
| ۱۹۹۳ | نیمه تاریک      | ریک کرولی           |                 |
| ۱۹۹۴ | دون ژوان دمارکو | بابا خواجه          |                 |
| ۲۰۱۴ | بیا پلیس باشیم  | جورجی               |                 |
| ۲۰۱۹ | آبه             | سلیم                |                 |

## تلویزیون
| سال       | عنوان                          | نقش                       | یادداشت‌ها                                  |
| --------- | ------------------------------ | ------------------------- | ------------------------------------------ |
| ۱۹۸۰      | تشنج: داستان کتی موریس         | راننده اتوبوس             | فیلم تلویزیونی                             |
| ۱۹۸۰      | امید رایان                     | نوریس                     | قسمت شماره ۱.۱۳۳۷                          |
| ۱۹۸۲      | مری خیابانی، قابل دستگیری      | مدیر رستوران              | فیلم تلویزیونی                             |
| ۱۹۸۲      | محله                           | مشتری                     | فیلم تلویزیونی                             |
| ۱۹۸۴      | دنیای دیگر                     | بیتس                      |                                            |
| ۱۹۸۵      | استادان آمریکایی               | مایکل آناگنوس             | قسمت: «تبدیل شدن به هلن کلر»               |
| ۱۹۸۶      | آرامش                          | راننده تاکسی شماره ۱      | فیلم تلویزیونی                             |
| ۱۹۸۶      | میامی وایس                     | لئو کرایسون               | قسمت: «خیابان‌محور»                         |
| ۱۹۸۷      | نور راهنما                     | پزشک قاتل                 |                                            |
| ۱۹۸۹      | برابرکننده                     | آرنوف                     | ۲ قسمت                                     |
| ۱۹۸۹      | آبی واقعی                      | سفیر سازمان ملل           | قسمت: «خلبان: بخش اول»                     |
| ۱۹۹۰      | کوجک: هیچ‌کس تا این حد کور نیست | وایس                      | فیلم تلویزیونی                             |
| ۱۹۹۱–۲۰۰۶ | نظم و قانون                    | برایان داکسی / جو تاشجیان | ۷ قسمت                                     |
| ۱۹۹۲      | مرگ سیاه                       | کاپرو                     | فیلم تلویزیونی                             |
| ۱۹۹۲      | خانم رز سفید                   | هنری                      | فیلم تلویزیونی                             |
| ۱۹۹۲      | قانون لس‌آنجلس                  | گری لوری                  | قسمت: «سکوت پوست بره‌ها»                    |
| ۱۹۹۲      | با نیت قتل                     |                           | فیلم تلویزیونی                             |
| ۱۹۹۴      | پرستاران                       | آقای پری                  | قسمت: «بعد از زلزله»                       |
| ۱۹۹۴      | عشق و جنگ                      | تاجر                      | قسمت: «یانکی نیویورک در دربار ملکه دانا»   |
| ۱۹۹۵      | پلیس نیویورک                   | آقای کاسینزاکاس           | قسمت: «تورات! تورات! تورات!»               |
| ۱۹۹۶      | اگر نگاه‌ها می‌توانستند بکشند    | کاپیتان پلیس              | فیلم تلویزیونی                             |
| ۱۹۹۶      | صدایی از گور                   | قاضی بیکن                 | فیلم تلویزیونی                             |
| ۱۹۹۸–۲۰۰۳ | اوز                            | آگاممنون «خال» بوسمالیس   | ۴۷ قسمت                                    |
| ۳۰۰۳      | عالی‌ترین کوئینز                | آقای علی                  | قسمت: «نشان‌های دائمی»                      |
| ۲۰۰۳      | سیم                            | مامور کریستوس کوتریس      | ۳ قسمت                                     |
| ۲۰۰۴      | هیئت منصفه                     | داریل                     | قسمت: «معمای سفارش پستی»                   |
| ۲۰۰۶      | خاطرات بدفورد                  | تادئوس کول                | ۲ قسمت                                     |
| ۲۰۰۸      | آمستردام جدید                  | سمار                      | قسمت: «شرف»                                |
| ۲۰۰۹      | بشردوست                        | تماس‌گیرنده از بوفالو      | قسمت: «کشمیر»                              |
| ۲۰۱۲      | خون‌های آبی                     | کانی                      | قسمت: «یونیفرم»                            |
| ۲۰۱۴      | ابتدایی                        | آرتم ددکیان               | قسمت: «ماجرای معجون جوز هندی»              |
| ۲۰۱۶      | مامان                          | کشیش                      | قسمت: «لزبین‌های دیابتی و عروس سرخ‌شده»      |
| ۲۰۱۶      | بوش                            | جویی مارکس                | ۳ قسمت                                     |
| ۲۰۱۹      | شهر روی تپه                    | پدر بندر                  | قسمت: «اگر فقط احمق در حماقتش پافشاری کند» |
| ۲۰۲۱      | لیست سیاه                      | هاشم مجتبایی              | قسمت: «اس‌پی‌کی (شماره ۱۷۸)»                 |

## بازی ویدئویی
| سال  | عنوان | نقش        |
| ---- | ----- | ---------- |
| ۲۰۰۵ | زورگو | آقای اسمیت |
| ۲۰۱۵ | تکامل | لازاروس    |